# Exposición Brasileña de Antropología de 1882
La Exposición Brasileña de Antropología de 1882 fue uno de los eventos científicos más importantes del siglo XIX en Brasil, llevada a cabo por el Museo Nacional de Río de Janeiro y muy influido por el darwinismo.
En la segunda mitad del siglo XIX - en particular desde la década de 1870 - la popularización de las teorías evolucionistas en aumento en Europa, llevó a un aumento importante de las instituciones científicas de América Latina, e hizo que el museo de los sitios preferenciales de la exposición de estas teorías.
Estas teorías se han adaptado y se formato específico en el Brasil a fin de legitimar una cierta especulación sobre la posición en que se los indios, negros y mestizos en la cadena evolutiva propuesta por Darwin.
Fue en este contexto que, en 1882, el Museo Nacional, dirigido por Ladislau Netto, como generador de la investigación y asuntos académicos, promovió la Exposición Brasileña de Antropología. Para traer la colección que se muestra en la exposición, Netto envió solicitudes a todos los moldes de las provincias: moldes de Botocudo llegó de Goiás y de Espírito Santo, vino objetos etnológicos de Amazonas y Mato Grosso, piezas líticas y de cerámica fueron enviados por el Museo de Paraná, y colecciones privadas. Los libros fueron prestados de la Biblioteca Nacional.
Según la Guía Show, las colecciones se organizaron en ocho salas, especialmente decorado para la ocasión, recibiendo los nombres de naturalistas y misioneros del pasado, como Pero Vaz de Caminha, Jean de Lery, Gabriel Soares de Sousa, José de Anchieta, Alexandre Rodrigues Ferreira, y los científicos contemporáneos, tales como Martius, Hartt e Lund. En cada una de estas secciones se muestran varios objetos arqueológicos a un número mayor o menor medida. La sala de Lund fue el mismo que se ha fosilizado restos humanos, mientras que en Hartt contenía la mayor parte de los fragmentos de cerámica y, en Lery, los restos de basureros.
Para informar sobre el evento para el público en general, la exposición contó con la presencia de los periodistas de los principales periódicos de la ciudad, incluyendo el famoso (y temido) dibujante, Angelo Agostini, y el fotógrafo Marc Ferrez. Como atractivo especial, fueron llevados a un pequeño grupo de indios botocudos, de Espírito Santo, y otros tres indios Xerente de Minas Gerais.
Prestigioso por la presencia del propio emperador, D. Pedro II, y su hija, la princesa Isabel, la exposición fue inaugurada el 29 de julio de 1882, se prolongó durante un período de tres meses. Tuvo una audiencia de más de mil visitantes, un verdadero éxito en el país, con repercusiones internacionales.